# 中国共产主义青年团上海市委员会
中国共产主义青年团上海市委员会，简称共青团上海市委，是中国共产主义青年团在上海市的地方组织机构，接受中国共产党上海市委员会和中国共产主义青年团中央委员会的领导。主要负责青年工作。